# باشگاه فوتبال سستائو ریور
1. ↑  "Spain - Sestao River Club - Results, fixtures, squad, statistics, photos, videos and news". Soccerway. Retrieved 2020-10-27.
2. ↑  "Ángel Castro, presidente del River". La Vanguardia (به اسپانیایی). 2019-12-20. Retrieved 2020-10-27.

باشگاه فوتبال سستائو ریور (به اسپانیایی: Sestao River Club) یک باشگاه فوتبال اسپانیایی است که در سستائو، در منطقه خودمختار کشور باسک واقع شده‌است. این باشگاه در سال ۱۹۹۶ تأسیس شد، بازی‌های خانگی این تیم در ورزشگاه لاس لاناس، با ظرفیت ۸۹۰۵ نفر، برگزار می‌شود.
1. ↑  "The latest news from Sestao River: squad, results, table". BeSoccer (به انگلیسی). Retrieved 2020-10-27.